# Jeux d'Asie du Sud-Est de 1961
Navigation
Édition précédente Édition suivante
La deuxième édition des Jeux d'Asie du Sud-Est s'est tenue du 11 au 16 décembre 1961 à Rangoon en Birmanie. Elle a réuni plus de 800 personnes - participants et officiels inclus.

## Pays participants
La compétition a réuni des athlètes provenant de sept pays : les six pays fondateurs de la Fédération des Jeux péninsulaires d'Asie du Sud-Est — Birmanie, Cambodge, Laos, Malaisie, Thaïlande et Vietnam — ainsi que Singapour qui est encore sous domination britannique. Il s'agit de la première participation du Cambodge.
Tous les pays participants ont obtenu au moins une médaille. La Birmanie, pays organisateur, termine largement en tête du tableau des médailles.
| Rang | Nation      | Or | Argent | Bronze | Total |
| ---- | ----------- | -- | ------ | ------ | ----- |
| 1    | Birmanie    | 35 | 26     | 43     | 104   |
| 2    | Thaïlande   | 21 | 18     | 22     | 61    |
| 3    | Malaisie    | 16 | 24     | 39     | 79    |
| 4    | Sud-Vietnam | 9  | 5      | 8      | 22    |
| 5    | Singapour   | 4  | 13     | 11     | 28    |
| 6    | Cambodge    | 1  | 6      | 4      | 11    |
| 7    | Laos        | 0  | 0      | 8      | 8     |

## Sports représentés
13 sports sont représentés : les 12 présents en 1959 ainsi que la voile qui fait son apparition.
- Athlétisme
- Badminton
- Basket-ball
- Boxe
- Cyclisme
- Football
- Haltérophilie
- Natation
- Tennis
- Tennis de table
- Tir sportif
- Voile
- Volley-ball

Parmi ces disciplines, en 1961 le badminton, le tennis de table et le volley-ball n'avaient pas encore fait leur apparition aux jeux olympiques. Quant au tennis, il n'était plus discipline olympique depuis 1924 (et ne le redeviendrait qu'en 1968).